# Sanremo 2005 (compilation)
Sanremo 2005 è un album compilation pubblicato il 4 marzo 2005 dall'etichetta discografica EMI.
Si tratta di uno dei due album contenenti brani partecipanti al Festival di Sanremo 2005.
Nel dettaglio, i primi 12 brani erano stati in gara nelle categorie "Classic" (4 brani), "Gruppi" (3), "Donne" (3), "Uomini" (2), mentre gli 8 successivi avevano fatto parte della categoria "Giovani". Da segnalare che erano presenti i brani vincitori delle 5 categorie.
Nell'edizione venduta in edicola come allegato a TV Sorrisi e Canzoni era incluso come "bonus track" anche un ventunesimo brano, presentato da un ospite della manifestazione.
Nell'album era stato utilizzato il sistema di protezione Copy Control.
Sanremo 2005 è stato l'ultimo festival ad aver pubblicato la sua raccolta anche in formato Musicassetta.

## Tracce
1. Francesco Renga - Angelo
2. Nicky Nicolai e Stefano Di Battista Jazz Quartet - Che mistero è l'amore
3. Antonella Ruggiero - Echi d'infinito
4. Dj Francesco Band - Francesca
5. Marina Rei - Fammi entrare
6. Velvet - Dovevo dirti molte cose
7. Marcella Bella - Uomo bastardo
8. Marco Masini - Nel mondo dei sogni
9. Anna Tatangelo - Ragazza di periferia
10. Nicola Arigliano - Colpevole
11. Toto Cutugno e Annalisa Minetti - Come noi nessuno al mondo
12. Peppino di Capri - La panchina
13. Laura Bono - Non credo nei miracoli
14. Giovanna D'Angi - Fammi respirare
15. Modà - Riesci a innamorarmi
16. Christian Lo Zito - Segui il tuo cuore
17. Veronica Ventavoli - L'immaginario
18. Enrico Boccadoro - Dov'è la terra capitano
19. Negramaro - Mentre tutto scorre
20. Concido - Ci vuole k..
21. Povia - I bambini fanno "ooh..." (bonus track inclusa solo nell'edizione venduta in edicola)